# Märeta Hindriksdotter
Märeta Hindriksdotter, död efter år 1524, var den sista abbedissan för Vårfruberga kloster på Fogdön. 

## Biografi
Märeta Hindriksdotter finns bekräftad som abbedissa år 1524, och beräknas ha varit den sista som innehade denna position i klostret; tre år senare inleddes reformationen i Sverige. De flesta nunnor i detta kloster ska ha varit från förmögna adelsfamiljer. Enligt sägnen ska nunnorna under reformationen ha drivits bort från klostret med varsin käpp, sedan man invid klostrets sjöstrand hade upptäckt huvudskallar och skelett efter spädbarn, som nunnorna anklagades för att ha dödat.